# Olios milleti
Olios milleti is een spinnensoort uit de familie van de jachtkrabspinnen (Sparassidae).
De wetenschappelijke naam van de soort werd in 1901 als Sparassus milleti gepubliceerd door Reginald Innes Pocock.